# Перакюла (Аб'я)
Пе́ракюла (ест. Peraküla) — колишнє село в Естонії, розташовувалося на території сучасної волості Мулґі повіту Вільяндімаа. На момент ліквідації належало до Аб'яської сільської ради Вільяндіського району.

## Населення
Чисельність населення в 1959 році становила 28 осіб, у 1970 році — 17 осіб.

## Історія
Назва населеного пункту впродовж його існування змінювалася: 1722 року — Peria Külla, 1797 — Para küla, 1900 — Пяракюля.
До 1973 року село належало до Раянґуської сільської ради, після чого перейшла до складу Аб'яської сільради.
Під час адміністративної реформи 1977 року село Перакюла було ліквідовано, а його територія відійшла до села Сар'я.